# Pseudosindora palustris
Pseudosindora palustris ist eine Baumart in der Familie der Hülsenfrüchtler aus der Unterfamilie der Johannisbrotgewächse aus Borneo. Sie ist die einzige Art der Gattung Pseudosinora.

## Beschreibung
Pseudosindora palustris wächst als Baum bis 30–40 Meter hoch. Der Stammdurchmesser kann bis 180 Zentimeter erreichen. Die Borke ist leicht rissig.
Die kurz gestielten, kurzen Laubblätter sind wechselnd (unpaarig) gefiedert mit 3 bis 6 Blättchen. Die kurz gestielten, abgerundet spitzen bis bespitzten, kahlen, ledrigen Blättchen sind eiförmig bis elliptisch und ganzrandig. Sie sind etwa 5–14 Zentimeter lang mit einem etwa 5 Millimeter langen, bräunlichen Blättchenstiel. Es sind kleinere, abfallende Nebenblätter vorhanden. Das erste Blätterpaar an jungen Pflanzen ist gegenständig, später sind sie wechselständig.
Die kurzen, etwas rostig behaarten und rispigen, achsel- oder endständigen Blütenstände sind bis 11 Zentimeter lang. Die gruppierten Blüten mit einfacher Blütenhülle sind gestielt, die Kronblätter fehlen. Die innen haarigen, 5 Millimeter langen, weißlichen, petaloiden und ledrigen Kelchblätter sind zurückgelegt und leicht bootförmig. Die 10 freien Staubblätter sind abwechselnd länger oder kürzer. Der oberständige Fruchtknoten ist gestielt, mit einem leicht (um)gebogenen Griffel mit kleiner, kopfiger Narbe.
Es werden bespitzte, ledrige und 4,5–6 Zentimeter lange, elliptische Hülsenfrüchte mit wenigen Samen gebildet. Die 1–2 Samen sind 2,4–2,7 Zentimeter lang und ellipsoid, glänzend dunkelbraun oder schwärzlich und von einem zweilappigen, fleischigen, großen und rötlichen Arillus umfasst.

## Taxonomie
Die Erstbeschreibung erfolgte 1942–43 durch Colin Fraser Symington (1905–1943) und wurde postum 1944 in Proceedings of the Linnean Society of London Band 155, Seite 285 veröffentlicht. Ein Synonym ist Copaifera palustris (Symington) de Wit.

## Verwendung
Das recht schwere Holz ist bekannt als (Swamp) Sepetir wie jenes von Sindora-Arten. Es wird für verschiedene Anwendungen genutzt.